# Prostanthera microphylla
Prostanthera microphylla là một loài thực vật có hoa trong họ Hoa môi. Loài này được (R.Br.) A.Cunn. ex Benth. miêu tả khoa học đầu tiên năm 1834.